# János Végh
János Végh (* 15. Juni 1845 in Vereb; † 1. Februar 1918 in Budapest) war ein ungarischer Jurist und Komponist.

## Leben
János Végh stammte aus einer musikalischen Familie, sowohl sein Vater als auch sein Großvater waren leidenschaftliche Musikliebhaber und Musiker. Im Landhaus der Familie in Vereb wurden regelmäßig Musikabende und Theateraufführungen organisiert. Er besuchte das Piaristengymnasium in Pest und begann in jungen Jahren zu komponieren. Seine frühesten erhaltenen Kompositionen stammen aus dem Jahr 1863, als er 18 Jahre alt war. Seitdem versah er seine Werke mit Opuszahlen. Sein erstes Werk ist eine Romanze, komponiert für Cello und Klavier. 1863 hat er mindestens 18 Musikstücke geschrieben. Im selben Jahr wurde eines seiner Werke, das für drei Klaviere zu 12 Händen (op. 18) komponiert worden war, bei einem öffentlichen Konzert von Irén Kiss, Helén Stuller, Sarolta Melczer, Viktor Mutschenbacher, Károly Thern und Antal Siposs aufgeführt. Ab 1864 gab er auch selbst Konzerte. Er absolvierte ein Studium der Rechtswissenschaften, neben dem er sich auch weiterhin intensiv mit Musik beschäftigte. So ließ er sich im Klavierspiel von Károly Thern ausbilden, während sein Kompositionslehrer Mihály Mosonyi war. 1867 konzertierte er zusammen mit seinem Bruder István in Székesfehérvár. Zwei Liederbücher von ihm erschienen im Musikverlag Táborszky & Parsch in Budapest. 1869 heiratete er Angéla Bezerédj. In seinen Kompositionen vor 1870 sind Einflüsse von Franz Schubert, Robert Schumann und Felix Mendelssohn Bartholdy zu hören. In Budapest freundete er sich mit Ferenc Liszt an, der mehrere seiner Werke für das Klavier transkribierte. 1871 wurde er zum Vizepräsidenten der Budapester Musikakademie berufen. 1875 entstand das Oratorium Fent és alant nach einem Gedicht von Mihály Tompa. Unter Véghs Werken für vierhändiges Klavier ragen die beiden Walzersuiten (Suite en Forme de Valse) heraus, die auch im Druck erschienen sind, 1882 bei Harmónia und 1898 bei Rózsavölgyi. 1887 beendete er seine Tätigkeit als Vizepräsident an der Musikakademie, wurde 1885 zum Richter am Handels- und Nachlassgericht in Budapest und 1897 zum Richter an der Kúria, dem obersten Gerichtshof des königlichen Ungarn ernannt, war aber weiterhin musikalisch tätig.
Nach seinem Tod gab es im Februar 1918 eine Trauerfeier auf dem Kerepesi temető und danach wurde er in seinem Heimatort Vereb im Familiengrab bestattet.

## Diskographische Hinweise
- Authentic Quartet (Zsolt Kalló, Balázs Bozzai, Gábor Rác, Csilla Vályi): Janos Végh – String Quartets. Hungaroton, Budapest 2013.
- Zsófia Staszny, Nóra Tatai, Lóránt Najbauer, Ferenc János Szabó: Végh János – dalai. Liszt Ferenc Zenemvészeti Egyetem, Budapest 2021.